# 岩棲鮋
岩棲鮋，為輻鰭魚綱鮋形目鮋亞目鮋科的其中一種，為熱帶海水魚，分布於西南大西洋巴西外海海域，棲息深度73公尺，棲息在底層水域，生活習性不明。